# Kokia kauaiensis
Kokia kauaiensis är en malvaväxtart som först beskrevs av Joseph Rock, och fick sitt nu gällande namn av Deg. och Duvelin Degener. Kokia kauaiensis ingår i släktet Kokia och familjen malvaväxter. IUCN kategoriserar arten globalt som akut hotad. Inga underarter finns listade i Catalogue of Life.